# José Antonio Abreu

José Antonio Abreu Anselmi, född 7 maj 1939 i Valera, död 24 mars 2018 i Caracas, var en venezuelansk musiker, dirigent, ekonom och politiker.
Abreu utbildade sig till ekonom vid Universidad Católica Andres Bello, och valdes 1963 in i Venezuelas Republikskongress (spanska: Congreso de la República). Efter sin politiska karriär fortsatta han att arbeta som professor i ekonomi, bland annat vid Simon Bolívar-universitetet (spanska: Universidad Simón Bolívar) i Sartenejas Venezuela. År 1988 återvände han till politiken i rollen som kulturminister och chef för kulturdepartementet.
Sitt musikaliska kunnande utvecklade han bland annat vid Academia de Declamación Musical de Caracas, där han 1957 studerade piano för  Moisés Moleiro och orgel och harpa för Evencio Castellanos. Vid Escuela de Música José Ángel Lamas studerade han komposition för Vicente Emilio Sojo.
1975 grundade han El sistema, en frivillig, statligt finansierad musikskola för barn och unga i Venezuela. Sedan dess har det startats hundratals efterföljare i ett 60-tal länder; i Sverige bland annat i Södertälje, Malmö och Göteborg, där den första utbildningen startades 2010 då Gustavo Dudamel – som själv började sin musikaliska karriär inom El sistema – var chefsdirigent för Göteborgs Symfoniker.
Abreu tilldelades 1993 Unescos internationella musikpris och två år senare utsågs han till speciell ambassadör för att utveckla ett globalt nätverk av orkestrar och körer för barn och unga . Senare tilldelades han Right Livelihood Award (2001), Glenn Gould-priset (2008) och Polarpriset (2009). År 2009 belönades han även med Kristall-priset vid World Economic Forum och TED-priset, som bestod av 100 000 dollar och en önskan för att förändra världen.